# 横州 (唐朝)
横州，中国唐朝时始置的州。
貞觀八年（634年）改南简州置，治所在宁浦县（今广西壮族自治区横州市南，至德时移治今横州市）。辖境相当今广西横州市一带。天宝元年（742年）又改为宁浦郡。乾元元年（758年）复名横州。下辖宁浦县、乐山县、岭山县（今广西横州飞龙乡）、淳风县（後改为从化县，今广西横州云表镇）。北宋开宝五年（972年），峦州省入横州。 元朝至元十六年（1279年）升为横州路，元贞初降为州。明朝洪武十年（1377年）又降为横县，十四年复为横州。1913年改为横县。
横州刺史
- 杜正伦（658年）
- 林著（元和年间）
- 郭七郎（乾符年间）
- 姚彦章（唐末）